# Felix Stridsberg-Usterud
Felix Stridsberg-Usterud (3 novembre 1994) è un ex sciatore freestyle norvegese, vincitore di una Coppa del Mondo di slopestyle.

## Biografia
In Coppa del Mondo ha esordito l'8 febbraio 2013 a Silvaplana (99º) e ha ottenuto il primo podio il 23 marzo successivo a Sierra Nevada (3º). Pochi giorni dopo ha vinto la medaglia d'oro ai Mondiali juniores di Valmalenco 2013.
Ha esordito ai Campionati mondiali a Kreischberg 2015, classificandosi 17º. Il 14 marzo successivo ha ottenuto la prima vittoria in Coppa del Mondo a Silvaplana e al termine della stagione 2014-15 ha conquistato la Coppa del Mondo di slopestyle.

## Palmarès

### Mondiali juniores
- 1 medaglia:
  - 1 oro (slopestyle a Valmalenco 2013)

### Coppa del Mondo
- Vincitore della Coppa del Mondo di slopestyle nel 2015
- Miglior piazzamento in classifica generale: 33º nel 2017
- 3 podi:
  - 1 vittoria
  - 2 terzi posti

#### Coppa del Mondo - vittorie
| Data          | Luogo      | Paese    | Disciplina |
| ------------- | ---------- | -------- | ---------- |
| 14 marzo 2015 | Silvaplana | Svizzera | SS         |

Legenda:

SS = Slopestyle